# 萌える法律読本
萌える法律読本（もえるほうりつどくほん）は、プロジェクトタイムマシン編集の法律解説書のシリーズ。いわゆる「萌え本」ブームの嚆矢となったことで知られる。

## 概要
従来「堅い」イメージで捉えられがちであった法律解説書に萌え系のキャラクターをアクセントとして起用すると共に、ページ当たりの情報量を多く取ることに重点が置かれている独特の内容が特徴。また、TM NETWORKに対するこだわりが随所に感じられる頭注や「ゲイム」「ディジタル」表記に代表される癖の強い文体も他の解説書との差別化を図る編集方針に基づいたものである。

## 登場人物
キャラクター原案・西園達之。
櫟 流水（いちい るみ）
6月21日生（ふたご座）。焦げ茶色のストレートヘアが特徴。口癖は「はふはふ」。
櫟 流依（いちい るい）
6月21日生（ふたご座）。黄褐色のショートカットが特徴。口癖は「みゅ」「ほむ」。
西園寺 遥（さいおんじ はるか）
11月22日生（さそり座）。めがねっ娘で巨乳。物知り。

## シリーズ一覧
いずれも毎日コミュニケーションズ（現・マイナビ）刊。但し、2005年より「萌える」シリーズは全て萌動社の発売となっている。

### コンピュータユーザのための著作権&法律ガイド
2002年9月30日初版。 ISBN 4839907935
シリーズ第1作。「萌える法律読本」は本書の企画段階での仮称であるが、出版社の近刊予定でこの呼称が使われていたことから正式名称よりも通称の方で広く知られることになった。タイトル通り著作権法の解説が中心であるが、後半では不正アクセス行為の禁止等に関する法律（不正アクセス禁止法）やスパムメール問題、児童買春、児童ポルノに係る行為等の規制及び処罰並びに児童の保護等に関する法律（児童買春・児童ポルノ禁止法）についても取り上げるなど一般の法律解説書に比べるとカバー範囲は極めて広範である。また、本書の発行年から日本レコード協会の主導で市場に投入されたコピーコントロールCDの問題を中心にコンテンツ産業の保護育成・強化を口実に著作権が一方的に強化され、それが著作権法第1条に掲げられた「文化の発展に寄与」する目的を損なうのではないかと言う問題提起を行っている。

### 萌える法律読本 ディジタル時代の法律編
2004年7月30日初版。 ISBN 4839915555
「コンピュータユーザのための著作権&法律ガイド」の改訂版。全文のPDFファイルと壁紙を収録したCD-ROMが付録。旧版との主な相違点は、旧版に補遺として収録されていた著作権法全文が無くなったことと2003年・2004年の著作権法改正に関連するトピックを中心に加筆・修正が為されていることである。

### 萌える法律読本 日々の生活編
2004年7月30日初版。 ISBN 4839915563
「ディジタル時代の法律編」と同様、全文のPDFファイルと壁紙を収録したCD-ROMが付録。民法や貸借関連法規、時事的なトピックとして年金やオレオレ詐欺を取り扱っている。